# Ververáto
Ververáto (Ververato) är en ort i Grekland.   Den ligger i prefekturen Chios och regionen Nordegeiska öarna, i den östra delen av landet, 210 km öster om huvudstaden Aten. Ververáto ligger 84 meter över havet och antalet invånare är 231. Den ligger på ön Chios.
Terrängen runt Ververáto är varierad. Närmaste större samhälle är Chios, 5,7 km nordost om Ververáto. 